# Martha Bárcena
Martha Elena Federica Bárcena Coqui (Veracruz, 2 de marzo de 1957) es una diplomática mexicana. Se desempeñó como embajadora de México en Estados Unidos de 2018 a 2021.[cita requerida]

## Trayectoria Profesional
Es personal de carrera del Servicio Exterior Mexicano desde 1979 y alcanzó el rango de embajadora en 2005. En esa labor ha sido representante de México ante organismos internacionales como la Organización de Naciones Unidas para la Alimentación, el Programa Mundial de Alimentos, el Fondo Internacional de Desarrollo Agrícola (FIDA) y el Consejo de Gobierno del Instituto Internacional para la Unificación del Derecho Privado (UNIDROIT). También ha sido embajadora de México en la República de Turquía, el Reino de Dinamarca y cónsul en Barcelona.[cita requerida]

## Biografía

### Educación
Es licenciada en Ciencias de la Comunicación por la Universidad Iberoamericana y en Filosofía por la Pontificia Universidad Gregoriana en Roma. Sus estudios de posgrado incluyeron una Maestría en Estudios Internacionales por la Escuela Diplomática de España y en Filosofía Política por la Universidad Iberoamericana.

### Carrera diplomática
Es personal de carrera del Servicio Exterior Mexicano desde 1979 y alcanzó el rango de Embajadora en 2005.
Desde abril de 2017 hasta el 2018 se desempeñó como representante Permanente de México ante las Agencias de Naciones Unidas con sede en Roma: La organización de las Naciones Unidas para la Alimentación y la Agricultura (FAO), el Programa Mundial de Alimentos (PMA), el Fondo Internacional para el Desarrollo Agrícola (FIDA), así como el Consejo de Gobierno del Instituto Internacional para la Unificación del Derecho Privado (UNIDROIT). De mayo de 2013 a marzo de 2017 fue embajadora ante Turquía, concurrente en Georgia, y las repúblicas de Azerbaiyán, Kazajistán y Turkmenistán; de diciembre de 2004 a abril de 2013, fue embajadora ante Dinamarca, concurrente con Noruega e Islandia y de 1989 a 1990, cónsul en Barcelona a cargo del Departamento de Protección a Mexicanos en el Exterior y Asuntos Culturales. 
En la Secretaría de Relaciones Exteriores, Bárcena fue Jefa de Departamento de trabajadores migratorios y cooperación fronteriza en la Dirección General para América del Norte (1980-1982); Subdirectora General de Asuntos Multilaterales de la ONU (1983 -1985); Asesora en el Acervo Histórico Diplomático, y de los directores generales del Instituto Mexicano de Cooperación Internacional, de Asuntos Multilaterales, y de Asuntos Culturales (1986- 1989).
Fue también directora adjunta de la Dirección de Planificación y Prospectiva (1988- 2000); asesora especial especializada en cuestiones de seguridad internacional y operaciones de mantenimiento de la paz, en la Oficina del Subsecretario para África, Asia- Pacífico, Europa y Naciones Unidas (2000 - 2003) y Secretaria Técnica de la III Cumbre UE- ALC (Guadalajara, mayo de 2004) . 
Delegada de México en la ONU, la OEA, la UNESCO, la FAO, el PMA, el FIDA y la OACI, así como jefa de Delegación en sesiones de FAO, FIDA, PMA, y en Foro de Migración y Desarrollo. Ha participado en múltiples conferencias internacionales, entre ellas, el G-20 y la Cumbre Humanitaria Mundial. A lo largo de su carrera ha organizado y participado en más de 15 visitas de estado y oficiales, de presidentes y jefes de Estado y de Gobierno a México. 
En el sector social fungió como asesora del Director del Centro Regional de Cooperación para la Educación de Adultos en América Latina y el Caribe (CREFAL) y directora general de CELAG (Centro Latinoamericano de la Globalidad). 
En diciembre de 2018, Bárcena fue propuesta por el presidente Andrés Manuel López Obrador como embajadora de México en los Estados Unidos 

### Academia
Profesora desde 1981, en la Universidad Iberoamericana, en las materias de Organismos Internacionales y Negociaciones Comerciales Internacionales. También fue catedrática en el Instituto Matías Romero en materia de seguridad y de práctica diplomática; impartió clases en el Centro de Estudios Superiores Navales (CESNAV) de la Secretaría de Marina, en las áreas de seguridad nacional de Estados Unidos y de operaciones de mantenimiento de la paz de las Naciones Unidas. 
Ha impartido conferencias en el Colegio de la Defensa Nacional, la Academia Diplomática de Argentina y la Universidad de Växjö, Suecia, así como en diversas universidades en Turquía. Fue invitada por el Congreso mexicano como conferencista en seguridad internacional y temas de la ONU. 
Ha participado en seminarios y talleres sobre la agenda de seguridad Estados Unidos- México y en la Comisión de Estudios para la Reforma del Estado en México. Es miembro fundador de Desarmex.

## Premios y reconocimientos
- Condecoración de la Orden de Dannebrog, en grado de Gran Cruz, que le confirió el Gobierno del Reino de Dinamarca (2013).[5]
- Premio "Lic. Mario Trujillo García" al mérito en administración pública 2017 que le confirió el Instituto de Administración Pública de Tabasco, en la categoría de defensa de los derechos humanos (2017).[6]

## Publicaciones destacadas
- "Historia del Servicio Consular Mexicano" en PROA, Revista de la Asociación del Servicio Exterior Mexicano.
- Experiencias y Tendencias en la Cooperación Internacional: el caso de México. Ministerio de Asuntos Exteriores de Argentina.
- "Confrontación y Tolerancia: Cultura en la frontera norte". Revista Diálogo Cultural de las Fronteras.
- "La Reconceptualización de la Seguridad: el debate contemporáneo", en Revista Mexicana de Política Exterior, núm 59, SRE, 2000, pp. 9 -30.[7]

- “Identidad y multiculturalismo: el artículo 4° Constitucional”, en Educación, ciencia y cultura. Memoria del VII Congreso Iberoamericano de Derecho Constitucional, Instituto de Investigaciones Jurídicas de la UNAM, 2002, pp. 45-49.[8]

- “El sistema de seguridad colectiva de la ONU”, en Revista Mexicana de Política Exterior, núm. 65, febrero de 2002, pp. 65-81.[9]

- “El futuro de la Operaciones de Mantenimiento de la Paz en el nuevo contexto internacional” en México y América Latina ante las Operaciones de Mantenimiento de la Paz, Comisión de Relaciones Exteriores, América Latina y el Caribe, LVIII Legislatura. Senado de la República, 2003, pp. 20-90.[10]

- “Cultura y política exterior de México” en Una Nueva Diplomacia Cultural para México: theoría, praxis y techné, Universidad Iberoamericana, César Villanueva, coordinador, 1ª Edición, 2015.